# Лавдан
Лавдан или цистус  (от на гръцки: kistos), наричан още памуклийка или скална роза, е род ниски многогодишни храсти, широко разпространени в Средиземноморския регион.
известни преди всичко със силния си специфичен аромат, дължащ се на високото съдържание на етерични масла в листата им и напомнящ мириса на амбра. Той има защитна функция по отношение на тревопасните животни, за които е неприятен. Освен това тези растения са известни и като пирофити - размножаването им се облагоприятства от изгарянето им, което в някои случаи се получава в резултат на самозапалване, също дължащо се на веществата, излъчвани от тях.

## Особености

### Устройство
Познати са 20 вида лавдан, всеки от които има свои особености, включително различно процентно съдържание на ароматни вещества – при някои то е 2 – 5%, при други достига до 16%, но е с по-ниско качество. 
Лавданът е изобщо многогодишно вечнозелено или получвечнозелено храстово или полухрастово растение, растящо обикновено на групи.  Храстите са сравнително ниски – при някои от видовете достигат до 1.5 м, но други са не по-високи от 0.5 м. На ширина са около 0.7 – 0.8 м.  Листата им са издължени, разположени едно срещу друго, с дължина от 5 до 7.5 см и широчина около 2 – 2.5 см. 
Растението се покрива изобилно с цвят. Цветовете имат 5 венцелистчета в бяло, розово, тъмнорозово или алено, при това краищата откъм тичинките могат да имат по-тъмен нюанс.  Поради голямата си прилика с цвета на шипката, от семейство розоцветни, лавданът също бива наричан понякога „скална роза“.  Единичният цвят издържа до 8 часа – отваря се сутрин рано и увяхва преди залез слънце, но постоянно се отварят нови. 
Цъфти предимно през май и юни, а семената узряват в края на юли.  Плодът е многосеменна кутийка с дължина около 1 см. Самите семена са ъгловати, грапави и червеникавокафяви на цвят. 

### Самозапалване
Някои видове лавдан имат особено драматичен начин на размножаване, представляващ успешна адаптация към средата им на живот. Когато растението остарее твърде много или когато конкуренцията за една територия силно нарасне, то започва да произвежда по-голямо количество полифеноли. Това се случва с цел разчистване на място за семената му, които са устойчиви на огън и вече разпилени. Поради високите температури, в края на лятото лесно запалимите съставки във полифенолите се възпламеняват и изгарят и отделилите ги, макар и все още не съвсем изсъхнали лавдани, и всички други растения наоколо, които преди това са обгърнати от облак полифеноли, подобен на мараня. Скоро растенията изгарят, но семената остават и най-жизнеспособни се оказват тези на лавдана, още повече че за тях горещината играе роля на дразнител и стимулатор за разпукване защитната обвивка на семето и му позволява много скоро след краткотрайния пожар да покълне. Така новите млади растения от този род растат на съвсем празен терен, почти без конкуренция и върху добре наторена с дървесна пепел почва.
Тъй като растението е характерно за полупустинните области на Средиземноморието, то може да има нещо общо с многобройните легенди и притчи от Древността за самозапалващи се и горящи храсти, включително с библейската история за Мойсей и горящата (но неизгаряща) къпина, посредством която той влиза най-напред в контакт с Йехова, докато пасе овцете на жреца Йотор на планината Хорив.

## Разпространение и използване
Среща се от Канарските острови през Гърция до Южен Крим, Западен Кавказ, Близкия изток и Иран. Много от видовете могат да се намерят на Пиренейския полуостров и Мароко.  Вирее предимно в напечени полупланински и планински райони с много слънце и безоблачни дни и върху силно неплодородни почви – сухи, песъчливи и каменисти.
Заради голямо количество полифеноли – етерични масла и смоли - лавданът е ценна суровина в козметичната и парфюмерийната промишленост. Неговите аромати намират широко приложение и в хранително-вкусовата промишленост – за ароматизиране на напитки, цигари, сладкарски изделия и като хранителна добавка, поради установеното силно антиоксидантно и противовъзпалително действие.
Растението се отглежда по различни причини. Цени се като медоносно растение, което привлича пчелите и придава специфичен аромат на меда. Заради обилните цветове и хубавия аромат някои видове се използват и като декоративни храсти в композиция с други средиземноморски видове. Плантациите от лавдан могат да се ползват минимум 25 години. За стопански цели се употребяват едногодишните филизи, които се събират в края на май и началото на юни. Младите клонки и листа се събират ръчно през целия ден и се отправят незабавно за обработка. Установено е, че в листата има най-голяма концентрация от ароматната съставка – около 20%, в горната част на младите клонки е около 9 – 10%, а в стъблото – много малко.